# لیگ برتر فوتسال زنان ایران ۱۳۹۵
لیگ برتر فوتسال زنان ایران ۱۳۹۵ دوازدهمین دوره از بالاترین سطح لیگ فوتسال زنان در ایران است که در سال ۱۳۹۵ برگزار شد. این مسابقات با ۱۴ تیم آغاز شد و در ادامه با کناره‌گیری دو تیم تبریزی از لیگ با ۱۲ تیم به کار خود ادامه داد. مسابقات در ۲۴ هفته انجام شد و در نهایت تیم ملی حفاری اهواز به قهرمانی این مسابقات رسید. خانم سارا شيربيگی با ۶۱ گل زده به عنوان خانم گل، خانم فرزانه توسلی بهترين دروازه بان معرفی و تيم سپاهان اصفهان نيز كاپ اخلاق را بدست آورد.

## رده‌بندی پایانی
| رتبه | تیم                 | امتیاز |
| ---- | ------------------- | ------ |
| ۱    | ملی حفاری اهواز     | ۶۳     |
| ۲    | دانشگاه آزاد        | ۵۶     |
| ۳    | پالایش نفت آبادان   | ۵۲     |
| ۴    | می رشت سپیدرود      | ۴۳     |
| ۵    | شهرداری رشت         | ۲۹     |
| ۶    | سایپا تهران         | ۲۷     |
| ۷    | کارا شیراز          | ۲۷     |
| ۸    | مس کرمان            | ۲۶     |
| ۹    | استقلال ساری        | ۲۶     |
| ۱۰   | بازرگانی امیر نوشهر | ۱۹     |
| ۱۱   | سپاهان اصفهان       | ۱۳     |
| ۱۲   | شهرداری زنجان       | ۶      |